# Basotho
Basotho eller sotho er en bantutalende befolkningsgruppe, der har boet i det sydlige Afrika siden midten af 1400-tallet.
Basotho–nationen (dagens Lesotho) dukkede op fra diplomatiet til Moshoeshoe I som samlede spredte klaner af basotho–ophav sammen som var blevet spredt over det sydlige Afrika tidligt i det 19. århundrede. De fleste basothoer i dag lever i Sydafrika.